# Mamdouh Kashlan
 (janvier 2024).
 (janvier 2024).
Mamdouh Kashlan (né en 1929 à Damas, en Syrie et mort dans la même ville le 29 août 2022) est un peintre syrien. Il a étudié à l'Académie des beaux-arts de Rome de 1952 à 1957 où il obtient son diplôme avec une spécialisation en peinture à l'huile. Il a participé à plus de 300 expositions en Syrie et dans le monde.

## Vie et œuvre
Durant ses études en Italie, Mamdouh Kashlan participe à diverses expositions collectives et à d'autres activités artistiques. 
De 1959 à 1961 il enseigne l'art à l'Académie des beaux-arts Leonardo Da Vinci au Caire.
De 1967 à 1988 il est administrateur pour l'éducation artistique auprès du ministère de l'Éducation. En 1968 il fonde une école au musée des beaux-arts de Damas. 
En 1969 il est cofondateur et est élu président du Syndicat des beaux-arts syrien, et est réélu président jusqu'en 1975. En 1971 il est cofondateur de l'Union générale arabe pour les beaux-arts, et est élu secrétaire général.
En 1974 il publie un livre sur l'artiste syrien Louay Kayyali. En 1983 il publie un livre sur le pionnier du mouvement artistique syrien Mahmoud Jalal. 
De 1977 à 1978 il obtient une bourse d'études du gouvernement italien, et participe à dix expositions dans diverses villes italiennes. L'Accademia Siculo-Normanna di Palermo e Monreale, à Monreale, lui décerne le titre académique de Accademico honoris causa.
Ses peintures sont exposées au musée national de Damas, au musée national d'Alep et au musée national de Deir Atiyah. 
Ses toiles sont également exposées au musée Sursock à Beyrouth, au musée d'art moderne égyptien au Caire. 
Il a exposé à Sofia, à Paris et à Seinäjoki, en Finlande.

## Œuvres
- Mariage à la campagne (Damas, Mezzeh Darayya), huile sur toile, 2015, 175 × 225 cm, vendue 40 000 USD en 2019 par Christie's[2].
- Al-Nozoh (Displacement), huile sur toile, 2019, 174,5 × 199,5 cm, vendue en 2021 par Sotheby's[3]
- Hammam Al Nissaa bil sham (Le hammam des Femmes à Damas), huile sur toile, 2014, 175 × 200 cm vendue 22 500 GBP en 2019 par Christie's[4].

## Expositions choisies

### Expositions individuelles
- Exposition individuelle au musée national de Damas, 1958
- première exposition individuelle au musée d'art moderne égyptien, 1959
- seconde exposition individuelle au musée d'art moderne égyptien, 1961
- Centre pour les relations italo-arabes (Centro per le relazioni Italo-Arabe, Rome), au sein de l'Institut d'Orient – Istituto per l'Oriente, Rome, 1975
- Palais Rihour, Lille, 1991

## Prix
- Ministère libanais de l'Éducation, 1er prix, 1959